# Eremopedes kelsoensis
Eremopedes kelsoensis är en insektsart som beskrevs av Tinkham 1972. Eremopedes kelsoensis ingår i släktet Eremopedes och familjen vårtbitare. Inga underarter finns listade i Catalogue of Life.